# Pomacentrus philippinus
Pomacentrus philippinus är en fiskart som beskrevs av Barton Warren Evermann och Seale, 1907. Pomacentrus philippinus ingår i släktet Pomacentrus och familjen Pomacentridae. Inga underarter finns listade i Catalogue of Life.
Arten blir upp till 110 mm lång. Typisk är en svartaktig fläck vid början av stjärtfenan och fjäll med mörka kanter. Resten av stjärtfenan har en gul färg. Ibland är även bakkanten av rygg- och analfenan gul. I ryggfenan förekommer 13 till 15 mjukstrålar och i analfenan finns 14 till 15 mjukstrålar.
Denna fisk förekommer från Maldiverna över Sydostasien till Salomonöarna och till sydliga japanska öar. Den vistas i regioner som ligger 3 till 12 meter under havsytan. Exemplaren lever nära korallrev och klippor. De har olika smådjur som föda. Pomacentrus philippinus är dagaktiv och den bildar mindre grupper. Under parningstiden lever en hanne och en hona i par. Äggen fästas vid föremål och sedan bevakas äggen av hannen.
För beståndet är inga hot kända. Hela populationen anses vara stor. IUCN listar arten som livskraftig (LC).